# Vincenz Janke
Vincenz Janke či Vinzenz Janke (9. dubna 1769 Skalice u České Lípy – 28. března 1838 Nový Bor) byl česko-německý malíř sakrálních obrazů, především podmaleb na skle.

## Dílo
Maloval technikou podmalby na skle, votivní obrazy i obrázky s tematikou Kristových pašijí, Panny Marie a světců, v menší míře také měšťanské portréty. Jeho technika vrstvené temperové barvy na skle je typická pro lidové obrázky, schopnostmi a formátem některých obrazů lidové malíře převyšoval, stylovým východiskem mu byly oltářní obrazy vrcholného a pozdního baroka.
Jeho dílna byla činná od konce 18. století do první třetiny 19. století, především v Augsburgu, kde byl donedávna pokládán za místního bavorského malíře. Ke konci života pracoval a zemřel v Novém Boru, kde podle jeho předloh pokračovala sériová produkce obrázků pro nejširší lidové vrstvy.
V Čechách se dochovalo kolem 200 prací, jak na Novoborsku, tak Jablonecku a Českolipsku. Vincenz Janke je zastoupen ve sbírce národopisného oddělení Národního muzea, ve sbírce Severočeského muzea v Liberci a Muzea skla a bižuterie v Jablonci nad Nisou.